# 37. Oscar-gála
A 37. Oscar-gálát, a Filmakadémia díjátadóját 1965. április 5-én tartották meg. A Mary Poppins 13, a Becket és a My Fair Lady 12 jelöléssel vett részt az estén, egyedülállóan az Oscar eddigi történetében. Több egyedisége is volt a díjátadónak, egyetlen amerikai férfiszínész sem került az öt jelölt közé, és a legjobb alakítást nyújtó Audrey Hepburn is kimaradt a listáról. Első alkalommal díjazták a sminkes munkát. A Tegnap, ma, holnap olasz film legyőzte a francia Cherbourgi esernyőket. A legjobb zenei adaptáció díjáért a Beatles Egy nehéz nap éjszakája is versenyben volt.

## Kategóriák és jelöltek
nyertesek félkövérrel jelölve

### Legjobb film
- My Fair Lady – Warner Bros. – Jack L. Warner
  - Becket – Wallis, Paramount – Hal B. Wallis
  - Dr. Strangelove, avagy rájöttem, hogy nem kell félni a bombától, meg is lehet szeretni (Dr. Strangelove or: How I Learned to Stop Worrying and Love the Bomb) – Hawk Films, Columbia – Stanley Kubrick
  - Mary Poppins – Disney, Buena Vista – Walt Disney, Bill Walsh
  - Zorba, a görög (Alexis Zorbas) – Rochley, International Classics/20th Century-Fox – Mihálisz Kakojánisz

### Legjobb színész
- Rex Harrison  –  My Fair Lady
  - Richard Burton  –  Becket
  - Peter O’Toole                       –  Becket
  - Anthony Quinn                         –  Zorba, a görög
  - Peter Sellers                          –  Dr. Strangelove

### Legjobb színésznő
- Julie Andrews  –  Mary Poppins
  - Anne Bancroft  –  The Pumpkin Eater
  - Sophia Loren  –  Házasság olasz módra (Marriage Italian Style)
  - Debbie Reynolds  –  Az elsüllyeszthetetlen Molly Brown (The Unsinkable Molly Brown)
  - Kim Stanley  –  Seance on a Wet Afternoon

### Legjobb férfi mellékszereplő
- Peter Ustinov  –  Topkapi
  - John Gielgud  –  Becket
  - Stanley Holloway  –  My Fair Lady
  - Edmond O'Brien  –  Hét májusi nap
  - Lee Tracy  –  A legjobb ember

### Legjobb női mellékszereplő
- Lila Kedrova – Zorba, a görög
  - Gladys Cooper – My Fair Lady
  - Dame Edith Evans – The Chalk Garden
  - Grayson Hall – The Night of the Iguana
  - Agnes Moorehead – Hush… Hush, Sweet Charlotte

### Legjobb rendező
- George Cukor – My Fair Lady
  - Mihálisz Kakojánisz – Zorba, a görög
  - Peter Glenville – Becket
  - Stanley Kubrick – Dr. Strangelove, avagy rájöttem, hogy nem kell félni a bombától, meg is lehet szeretni
  - Robert Stevenson – Mary Poppins

### Legjobb eredeti történet
- Father Goose – Peter Stone, Frank Tarloff
  - Egy nehéz nap éjszakája – Alun Owen
  - Egy krumpli, két krumpli – Raphael Hayes, Orville H. Hampton
  - The Organizer – Age Monicelli, Scarpelli Monicelli, Mario Monicelli
  - Riói kaland – Jean-Paul Rappeneau, Ariane Mnouchkine, Daniel Boulanger, Philippe de Broca

### Legjobb adaptált forgatókönyv
- Becket – Edward Anhalt forgatókönyve Jean Anouilh színműve alapján
  - Dr. Strangelove, avagy rájöttem, hogy nem kell félni a bombától, meg is lehet szeretni – Stanley Kubrick, Terry Southern, Peter George forgatókönyve Peter George: ’’Red Alert’’ című regénye alapján
  - Mary Poppins – Bill Walsh, Don DaGradi forgatókönyve P. L. Travers könyve alapján
  - My Fair Lady – Alan Jay Lerner forgatókönyve George Bernard Shaw: ’’Pygmalion’’ című musicalje és színműve
  - Zorba, a görög – Michael Cacoyannis forgatókönyve Nikos Kazantzakis: ’’The Life of Alexis Zorba’’ címűregénye

### Legjobb operatőr
- Walter Lassally–  Zorba, a görög (ff)
  - Harry Stradling–  My Fair Lady (színes)

### Látványtervezés és díszlet
Fekete-fehér filmek
- Vassilis Fotopoulos – Zorba, a görög
  - George Davis, Hans Peters, Elliot Scott, Henry Grace, Robert R. Benton – Szerelmi partraszállás
  - William Glasgow, Raphael Bretton – Csend, csend, édes Charlotte (Hush...Hush, Sweet Charlotte)
  - Stephen B. Grimes – Az iguána éjszakája
  - Cary Odell, Edward G. Boyle – Hét májusi nap

Színes filmek
- Gene Allen, Cecil Beaton, George James Hopkins – My Fair Lady
  - John Bryan, Maurice Carter, Patrick McLoughlin, Robert Cartwright – Becket
  - Carroll Clark, William H. Tuntke, Emile Kuri, Hal Gausman – Mary Poppins
  - George Davis, E. Preston Ames, Henry Grace, Hugh Hunt – Az elsüllyeszthetetlen Molly Brown
  - Jack Martin Smith, Ted Haworth, Walter M. Scott, Stuart A. Reiss – Melyik úton járjak?

### Legjobb vágás
- Mary Poppins – Cotton Warburton
  - Becket – Anne Coates
  - Father Goose – Ted J. Kent
  - Hush… Hush, Sweet Charlotte – Michael Luciano
  - My Fair Lady – William Ziegler

### Legjobb vizuális effektus
- Mary Poppins – Peter Ellenshaw, Eustace Lycett és Hamilton Luske
  - 7 Faces of Dr. Lao – Jim Danforth

### Legjobb idegen nyelvű film
- Tegnap, ma, holnap (Ieri, oggi, domani) (Olaszország) – Compagna Cinematografica Champion, Les Films Concordia – Carlo Ponti producer – Vittorio De Sica rendező
  - Raven's End (Kvarteret korpen) (Svédország) – Europa Film – producer – Bo Widerberg rendező
  - Sallah Shabbati (סאלח שבתי) (Izrael) – Sallah Company, Sallah Ltd. – Menahem Golan producer – Efrájim Kishon rendező
  - Cherbourgi esernyők (Les parapluies de Cherbourg) (Franciaország) – Beta Film GmbH, Madeleine Films, Parc Film – Mag Bodard, Philippe Dussart producerek – Jacques Demy rendező
  - A homok asszonya (砂の女; Szuna no onna) (Japán) – Teshigahara Productions, Toho – Icsikava Kiicsi, Óno tadasi producerek – Tesigahara Hirosi rendező

### Legjobb eredeti filmzene

#### Filmzene, túlnyomórészt eredeti
- Mary Poppins – Richard M. Sherman és Robert B. Sherman
  - Becket – Laurence Rosenthal
  - A Római Birodalom bukása (The Fall of the Roman Empire) – Dimitri Tiomkin
  - Csend, csend, édes Charlotte (Hush...Hush, Sweet Charlotte) – Frank De Vol
  - A rózsaszín párduc (The Pink Panther) – Henry Mancini

#### Filmzene – adaptáció vagy feldolgozás
- My Fair Lady – André Previn
  - Egy nehéz nap éjszakája (A Hard Day's Night) – George Martin
  - Mary Poppins – Irwin Kostal
  - Robin és a hét gengszter (Robin and the 7 Hoods) – Nelson Riddle
  - Az elsüllyeszthetetlen Molly Brown (The Unsinkable Molly Brown) – Robert Armbruster, Leo Arnaud, Jack Elliott, Jack Hayes, Calvin Jackson és Leo Shuken

## Statisztika

### Egynél több jelöléssel bíró filmek
- 13 : Mary Poppins
- 12 : Becket, My Fair Lady
- 7 : Hush...Hush, Sweet Charlotte, Zorba the Greek
- 6 : Az elsüllyeszthetetlen Molly Brown (The Unsinkable Molly Brown)
- 4 : Dr. Strangelove or: How I Learned to Stop Worrying and Love the Bomb, The Night of the Iguana
- 3 : Father Goose
- 2 : The Americanization of Emily, Robin and the 7 Hoods, Seven Days in May, What a Way to Go!

### Egynél több díjjal bíró filmek
- 8 : My Fair Lady
- 5 : Mary Poppins
- 3 : Zorba a görög (Zorba the Greek)

## Külső hivatkozások
- Az 1965. év Oscar-díjasai az Internet Movie Database-ben